# Хади, Абд-Раббу Мансур
Абд-Раббу Мансур Хади (араб. عبد ربه منصور هادي‎; род. 1 сентября 1945, провинция Абьян, Протекторат Аден) — йеменский государственный и военный деятель, бывший президент Йемена с 27 февраля 2012 по 7 апреля 2022 года.

## Биография

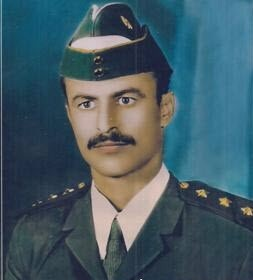
Молодой Абд Раббу Мансур Хади

В 1970 году начал военную службу в армии Народной Демократической Республики Йемен. В 1994 году, после объединения в 1990 году Народной Демократической Республики Йемен и Йеменской Арабской Республики в Йеменскую Республику, в течение 4 месяцев в звании генерал-майор был министром обороны. 3 октября 1994 года президент Салех назначил его вице-президентом.
С 4 июня и до 23 сентября 2011 года, на время лечения Салеха, исполнял обязанности президента страны. С 23 ноября 2011 года вновь приступил к исполнению обязанностей главы государства.

### Президент
21 февраля 2012 года на досрочных президентских выборах, на которых он был единственным кандидатом, Мансур Хади был избран президентом Йемена на двухлетний срок. 25 февраля вступил в должность, приняв присягу. Хади был единственным кандидатом на выборах, его кандидатура была поддержана и правящей партией, и парламентской оппозицией. Избирательная комиссия сообщила, что 65 % зарегистрированных избирателей в Йемене проголосовали.
Одним из первых было решение, что Йемен должен в будущем перейти к федеративной модели государственного управления. В декабре 2012 г. он издал президентский указ о реорганизации ВВС, армии (сухопутных войск), военно-морского флота и береговой охраны, пограничных войск и стратегических резервных сил.
Президент заявил, что борьба с Аль-Каидой является важной целью. В интервью Washington Post в сентябре 2012 года Хади предупредил, что его страна ещё не оправилась от народного восстания, которое свергло его предшественника — президента Али Абдаллу Салеха, и есть риск гражданской войны «хуже, чем в Афганистане». Он также сказал, что Йемен столкнулся с «тремя необъявленными войнами»: с террористами Аль-Каиды, пиратами в Аденском заливе и повстанцами хуситами на севере, и что Иран поддерживает косвенно этих противников.
В январе 2014 года срок полномочий Хади был продлён ещё на год.
22 января 2015 года в ходе вооружённого конфликта и захвата государственных учреждений хуситами, установившими контроль над столицей, Хади подал прошение об отставке, которую должен был рассмотреть парламент. Исполняющим обязанности президента, согласно конституции, стал Яхья Али аль-Раи. В отставку также ушло и правительство страны; фактически президент и министры оказались под домашним арестом. Однако 25 января Хади решил отозвать своё прошение об отставке, что, впрочем, не могло вернуть ему власть.
Генеральный секретарь ООН Пан Ги Мун призвал к восстановлению Хади на посту президента после того, как хуситы установили своё временное правительство. 6 февраля 2015 года сформирован Революционный комитет, который должен назначить президентский совет в составе пяти членов. Отставка Хади, таким образом, стала окончательной.
21 февраля 2015 года Хади удалось бежать из Саны в Аден, после того, как он пробыл под домашним арестом в течение месяца. Там он успел встретиться с губернаторами южных провинций и сделать заявление об отзыве своего заявлении об отставке. 25 февраля Революционный комитет и официальные государственные органы начали поиск бежавшего экс-президента.
Находясь в бегах, Хади назначил Аден временной столицей страны, пережил покушение (хуситы нанесли авиаудар по дворцу в Адене, где находился Мансур Хади), продолжил сопротивление, а также призвал к военному вторжению в Йемен. После того, как мятежники установили контроль над Аденом 25 марта, бывший президент покинул страну вместе с дипмиссиями арабских государств. 27-29 марта участвовал в 26 сессии Лиги Арабских Государств.
В конце 2015 года отношения между Мансуром Хади и бывшим вице-президентом, премьер-министром Халедом Бахахом, стали резко ухудшаться. 1 декабря Бахах отверг новые назначения в кабинете министров, сделанные беглым экс-президентом Абд Раббу Мансуром Хади. Согласно президентскому указу от 1 декабря, в Йемене должны были смениться главы пяти ведомств. Среди прочих президент Хади поменял главу МИД: вместо Рияда Ясина был назначен Абдул-Малик аль-Махлафи, а новым главой МВД объявлен Хусейн Мохаммед Араб. Также смениться должны были главы министерств транспорта, гражданской службы и информации.
Недовольство собственным назначением выразил и новый министр транспорта Салах аш-Шанфара. Как сообщал источник в «Южном движении», одним из командиров которого является аш-Шанфара, местные шейхи пытались его переубедить.

## Расследование деятельности на посту президента
9 апреля 2015 года генеральный прокурор Йемена инициировал проведение административных мероприятий по факту возможного совершения преступлений против государственной безопасности экс-президентом республики Абд Раббу Мансуром Хади и рядом его приближенных.
2 декабря 2015 года в Сане начался судебный процесс над бывшим президентом Абд-Раббу Мансуром Хади. Генеральная прокуратура направила дела семи высокопоставленных членов руководства государства в судопроизводство. Уголовный суд, специализирующийся на вопросах терроризма и безопасности государства, начал первое заседание по процессу по обвинению в государственной измене и помощи «саудовскому врагу» в разрушении страны. Заочными обвиняемыми стали также трое его советников, бывший глава МИДа Рияд Ясин, начальник аппарата службы национальной безопасности и посол страны в США.
25 марта 2017 года контролируемый хуситами суд города Сана приговорил беглого президента Хади к смертной казни, по обвинению в «подстрекательстве и помощи агрессорскому государству — Саудовской Аравии — и её союзникам», а также «государственной измене». Помимо него, суд приговорил к высшей мере наказания ещё шесть чиновников в его правительстве, в том числе посла Йемена в США Ахмеда Авада Бин Мубарака и бывшего министра иностранных дел страны Рияда Ясина.

## Состояние здоровья
В сентябре 2018 года издание Reuters сообщило о проблемах с сердцем у Мансура Хади, из-за чего ему пришлось отправиться в США для прохождения лечения. 11 мая 2020 года СМИ сообщили, что Хади госпитализирован с сердечным приступом. Агентство Yemen Press сообщило, что беглый президент Йемена находится в отделении интенсивной терапии в больнице короля Фейсала. По информации Центра стратегических исследований Санаа, Хади уже пять раз посещал ведущую клинику Кливленда в США для лечения сердечно-сосудистых заболеваний на частном саудовском самолёте за последние пять лет. Месяцем ранее такая поездка не состоялась из-за запрета на полёты связанным с пандемией COVID-19.
7 апреля 2022 года по итогам межйеменских переговоров Хади объявил о создании Президентского Руководящего Совета и передаче ему своих полномочий по управлению государством на переходный период. Также он распорядился о снятии с должности вице-президента страны, которую занимал Али Мохсен аль-Ахмар. Руководителем совета был назначен Ришада Мухаммеда аль-Алими.